# Pseudexechia trilobata
Pseudexechia trilobata är en tvåvingeart som beskrevs av Ostroverkhova 1979. Pseudexechia trilobata ingår i släktet Pseudexechia och familjen svampmyggor. Inga underarter finns listade i Catalogue of Life.